# 居酒屋ふじ
『居酒屋ふじ』（いざかやふじ）は、栗山圭介による小説。2017年にテレビ東京系でテレビドラマ化された。

## 書誌情報
- 居酒屋ふじ（2015年3月17日、講談社、ISBN 978-4062193870）
- 居酒屋ふじ（2017年6月15日、講談社文庫、ISBN 978-4062936712）

## テレビドラマ
2017年7月9日（8日深夜）から9月24日（23日深夜）まで毎週日曜0時20分 - 0時50分（土曜深夜）に、テレビ東京系「土曜ドラマ24」枠で放送された。主演は永山絢斗と大森南朋。

### キャスト
西尾栄一
演 - 永山絢斗
売れない俳優。
大森南朋（本人役）
居酒屋ふじの常連客。
鯨井麻衣
演 - 飯豊まりえ
高橋光子
演 - 立石涼子
小林翔次（翔ちゃん）
演 - 諏訪太朗
真山玲子（玲子さん）
演 - 平田敦子
秋山賢治
演 - 中村元気
工藤俊介
演 - 村上淳
西尾たま美
演 - 余貴美子

#### ゲスト
第1話
篠原涼子（本人役）（第6・11 - 12話）
大杉漣（本人役）（-第2話）

第2話
水川あさみ（本人役）（-第3話）

第4話
阿南健治

第5話
椎名桔平（本人役）

第6話
長山洋子（本人役）
手塚とおる（本人役）（第8話）

第7話
前田敦子（本人役）
おのののか（本人役）
第8話
立浪和義（本人役）

第9話
西尾の演劇サークル先輩 ヨシダ
演 - 音尾琢真

第10話
岸谷五朗（本人役）

第11話
山城真由美
演 - 山本未來（-第12話）
映画監督 五十嵐浩文
演 - 松尾貴史（-第12話）

### スタッフ
- 原作 - 栗山圭介『居酒屋ふじ』（講談社文庫刊）
- 脚本 - 根本ノンジ、山田あかね、粟島瑞丸、今西祐子
- 監督 - 長崎俊一、国本雅広、瀬野尾一
- 語り - 木梨憲武
- 音楽 - 大友良英
- 主題歌 - 斉藤和義「I'm a Dreamer」（SPEEDSTAR RECORDS）[2]
- エンディングテーマ - 月に吠える。「夜の雲」（Mastard Records）
- チーフプロデューサー - 浅野太（テレビ東京）
- プロデューサー - 倉地雄大（テレビ東京）、平体雄二（スタジオブルー）、中村恵子（スタジオブルー）
- 制作協力 - スタジオブルー
- 製作著作 - テレビ東京

### 放送日程
| 各話   | 放送日  | 脚本       | 監督     |
| ------ | ------- | ---------- | -------- |
| 第1話  | 7月09日 | 根本ノンジ | 長崎俊一 |
| 第2話  | 7月16日 | 根本ノンジ | 長崎俊一 |
| 第3話  | 7月23日 | 根本ノンジ | 国本雅広 |
| 第4話  | 7月30日 | 山田あかね | 国本雅広 |
| 第5話  | 8月06日 | 山田あかね | 長崎俊一 |
| 第6話  | 8月13日 | 今西祐子   | 国本雅広 |
| 第7話  | 8月20日 | 山田あかね | 国本雅広 |
| 第8話  | 8月27日 | 粟島瑞丸   | 瀬野尾一 |
| 第9話  | 9月03日 | 根本ノンジ | 国本雅広 |
| 第10話 | 9月10日 | 粟島瑞丸   | 瀬野尾一 |
| 第11話 | 9月17日 | 根本ノンジ | 長崎俊一 |
| 最終話 | 9月24日 | 根本ノンジ | 長崎俊一 |

### DVD
- 居酒屋ふじ DVD-BOX（2018年3月21日発売、発売元：テレビ東京／販売元：ソニー・ピクチャーズ エンタテインメント）
  - DVD5枚組<本編ディスク4枚＋特典ディスク1枚>